# Aulacspis marina
Aulacspis marina là một loài côn trùng trong họ Diaspididae. Loài này được Takagi & Williams miêu tả khoa học đầu tiên năm 1998.
Đây là loài gây hại của cây Bruguiera gymnorrhiza, phát triển phổ biến ở Indonesia.